# 监狱船

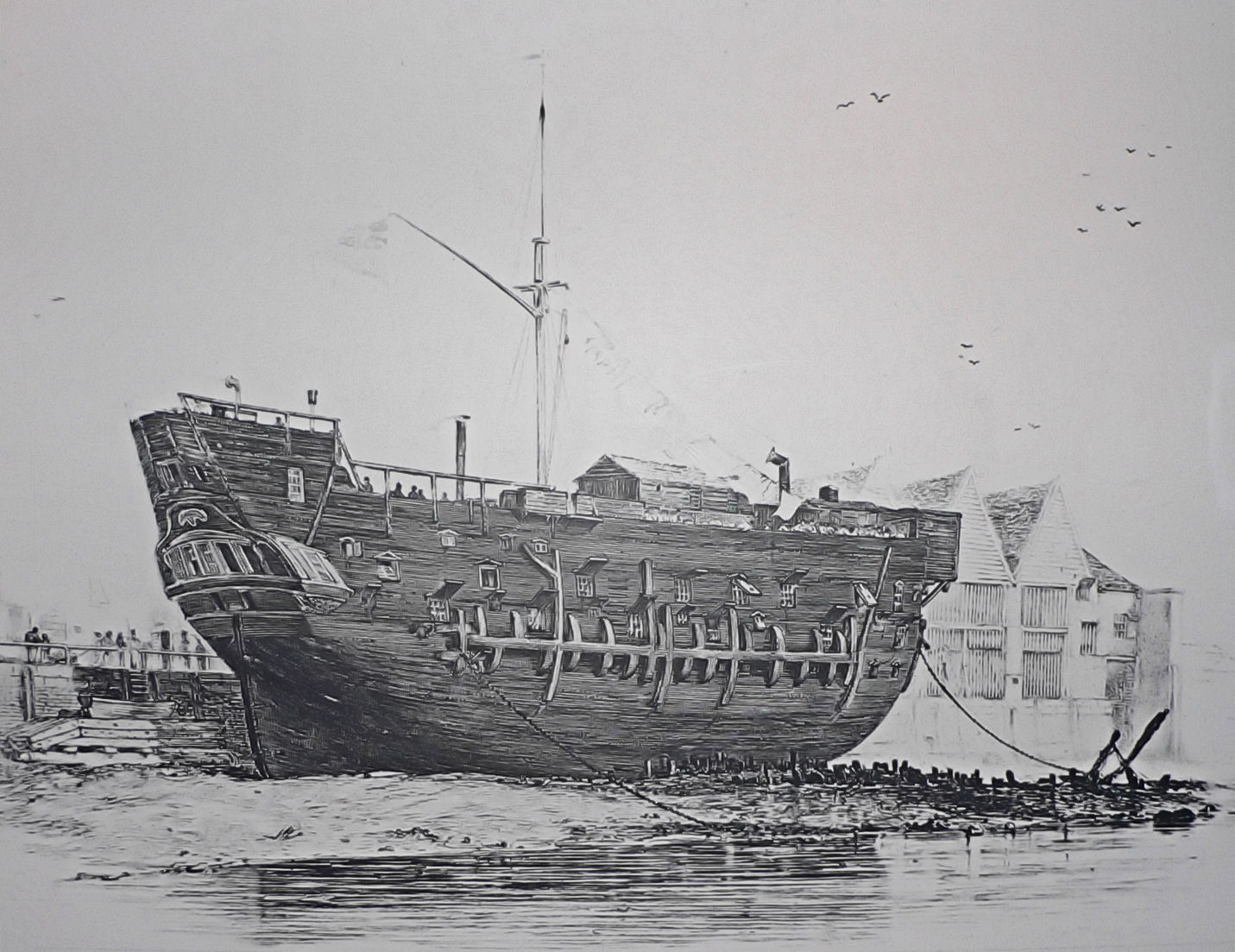
1789年停留在伦敦罗瑟希德港口的一艘监狱船

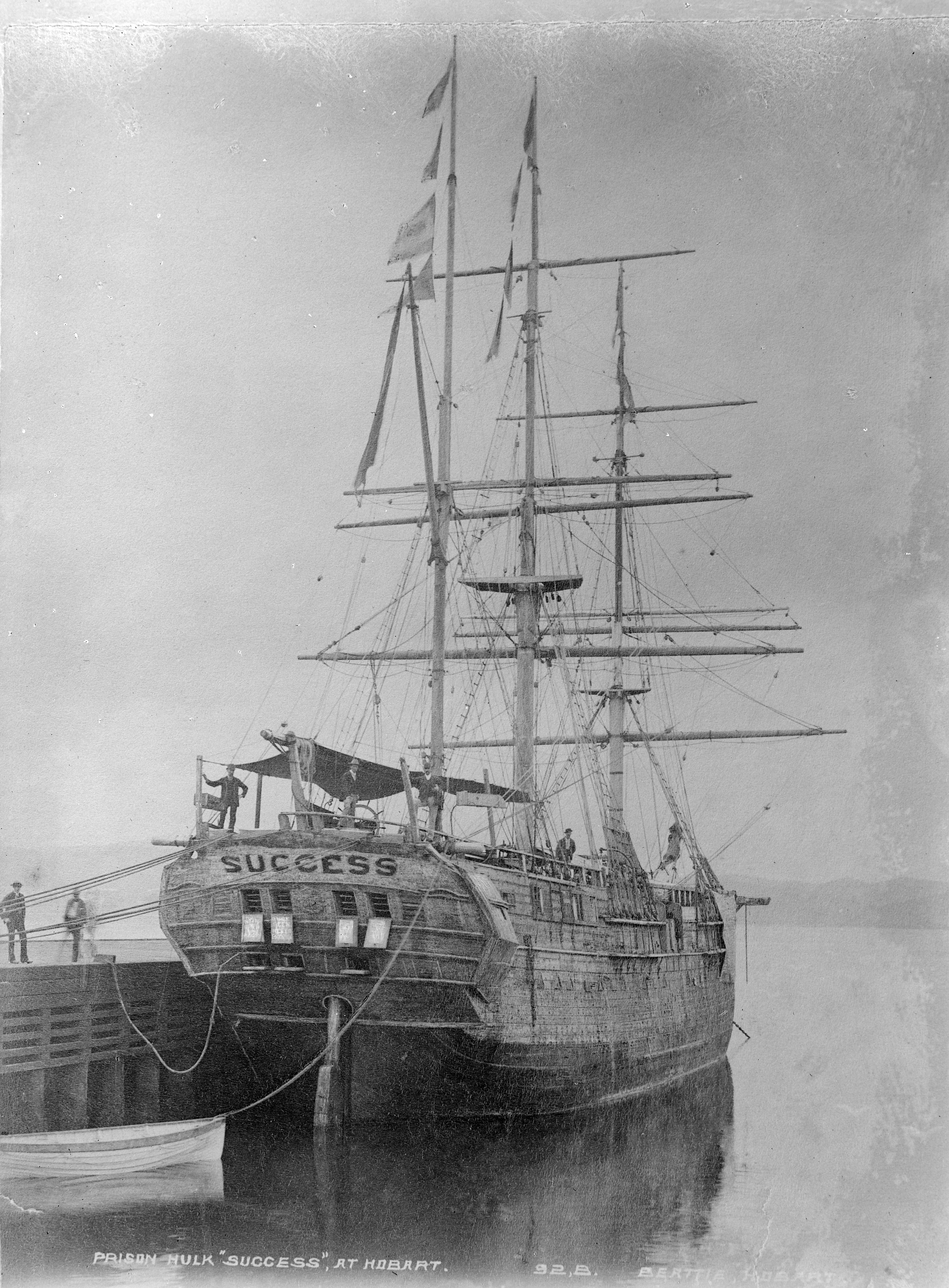
澳大利亚一艘监狱船

监狱船(英語：prison ship)是一种改装自普通舰船的船只，用来代替常规监狱囚禁罪犯，或是护送被流放发配的战俘、囚犯。 

## 历史

### 用來容納犯罪囚犯
英國首次使用的監獄船是私人擁有的泰洛號，於1775年經英國內政部通過與船主鄧肯·坎貝爾（Duncan Campbell）訂立合約而啟用。該船時停泊泰晤士河以接收所有因美國叛亂而被延後的已被判流放美洲的囚犯。從1776年1月開始收押囚犯，對其中大多數人來說，監禁期相對短暫，因內政部還為任何選擇加入軍隊或海軍的囚徒提供了赦免，或因選擇在判決期間自願離開不列顛群島的人。到1776年12月時泰洛號上的所有囚犯，基本都被赦免，或入伍或喪生，有關收押合約也就此終止。 :15
彼时英国政府试图改善过度拥挤的监狱环境，以及阻止在詹金斯的耳朵战争，七年战争，法国大革命战争和拿破仑战争中不断涌入的敌方战俘，英国政府将一些废弃船只进行改造，作为水上监狱使用。

#### 泰晤士監獄艦隊
在泰洛號合約期間，英國政府同時制定了長期使用被流放犯們的計劃。 其於1776年4月和5月通過立法將流放美洲的刑期，轉變為在泰晤士河上三到十年不等的勞役刑。1776年7月，泰洛號船主鄧肯·坎貝爾（Duncan Campbell）被任命為泰晤士河勞役犯的監督，並被授予安置流放犯住宿和使役他們的合同。坎貝爾出於這些目的提供了三艘監獄船； 260噸的Justitia，731噸的前法國護衛艦Censor和一個被放棄的東印度人並重命名成Justitia：從1776年至1779年間，這三艘監獄船合共收容了510名罪犯。:16～17